# Agua Vieja
Agua Vieja är en vattenkälla i Mexiko. Den ligger i delstaten Coahuila, i den norra delen av landet.
Mineralvattnet Agua Purificada San Ángel fylls i källan.
Det finns även en liten by nära intill, döpt efter källan.